# دوسوگرایی
دوسوگرایی (به انگلیسی: ambivalence) ابراز واکنش‌ها، عقاید، یا احساسات متضاد در آنِ واحد نسبت به یک چیز از طرف یک شخص است. به عبارت دیگر، دوسوگرایی داشتن نگرشی نسبت به یک چیز یا شخص است که به‌طور همزمان، هم مؤلفه‌های مثبت داشته باشد و هم منفی. از این اصطلاح برای وضعیت‌هایی که شخص «احساسات آمیخته» دارد یا مردد است نیز استفاده می‌شود.
این مفهوم در ابتدا در حوزه روان‌شناسی مطرح شد ولی پس از آن در مطالعات سازمان و مدیریت نیز مطرح شد. اما باز هم اغلب در همان روان‌شناسی و امور تربیتی مطرح می‌شود و از بستر آن دانش‌ها رشد و ترقی علمی-کاربردی دارد. همچنین در علوم ارتباطات و رفتاری، منابع انسانی و بیشتر در روان‌شناسی سلامت کاربرد دارد. صورت مثبت در مثبت این موضوع که راه و روش برتر انگاشته می‌شود، تابع صرفاً حس آمیزی و احساسات تکانشی نیست و در این گونه تصمیم‌گیری افراد علاوه بر بررسی علایق و سلایق خود به جنبه‌های مهمی مانند تفکر و تعقل، برنامه‌ریزی، کنترل همه‌جانبه و سواد نیز تکیه می‌کنند. صورت منفی در مثبت به معنای شکاکیت در تصمیم‌گیری و اندکی مردد بودن و تضاد می‌باشد. صورت منفی در منفی بدترین شرایط است و به نحوی می‌باشد که تصمیم فرد براساس پرهیز-پرهیز شکل می‌گیرد. برای هر مورد یک مثال در ادامه ذکر می‌گردد::

## پرهیز-پرهیز یا منفی در منفی
این واکنش‌ها و تصمیم‌گیری‌ها اصلاً از روی عقل و منطق حتی سلیم انسان ممکن است نشات نگیرد و اغلب احساسات و هیجانات نیز کمرنگ هستند؛ مثلاً فردی که در همه دروس ضعیف است همچنین بدون مشورت و آگاهی یک رشته دبیرستانی سخت مانند علوم تجربی را انتخاب می‌کند. او حتی معنای عبارت «علوم تجربی» را نمی‌داند! و هیچ برنامه‌ریزی و هدفی نیز ندارد.

## پرهیز-تمایل یا منفی در مثبت
در این گونه واکنش و تصمیمات که اکثریت افراد از آن استفاده می‌کنند، مانند لبِ مرز بودن یا شمشیری دولبه است! در حالت (-+) که به شکل [-×+] نیز می‌تواند نشان داده شود، حضور عقل، درک، فهم و آگاهی به‌طور متوسط به بالا هست. فرد همچنین سعی می‌کند هدفی داشته باشد و برای آن احتمالاً برنامه‌ریزی هم می‌کند او هدفش را برپایه مجموع عقل و احساسات انتخاب کرده ولی اغلب مشورت نمی‌کند یا ممکن است از شاخه‌ای به شاخه دیگر بپرد و همچنین کنترل طریق تا حدی از دست او خارج است. در این حالت وجود عمل‌گرایی (پراگماتیسم)، به حداقل رساندن پوچ‌انگاری (نهیلیسم)، وجود ترسیمی دقیق و اصولی از خودآرمانی (ایده‌آلیسم) و حضور بیشتر و پررنگ‌تر عقل‌گرایی یا خردورزی (راسیونالیسم) از مکاتب بسیار مهمی هستند که جوهره طلایی و آرمانیت زندگی را شکل می‌دهند. مثال: سامان دانشجوی ممتاز فارغ‌التحصیل مقطع فوق لیسانس در رشته مهندسی کامپیوتر از دانشگاه صنعتی شریف است. او خیلی به مهاجرت به آمریکا علاقه دارد، اما از سوی دیگر به شدت به دختری به نام سارا که در دانشگاه فرهنگیان تهران در حال تحصیل می‌باشد علاقه‌مند است. همان گونه که به احتمال زیاد فهمیده‌اید، در این مسئله به یک شمشیر دولبه! می‌رسیم؛ و فرد خودش را نوعی بازنده تفسیر می‌کند! او احساس می‌کند در مرز انتخابی سخت قرار دارد. همان گونه که به نظر می‌رسد نیز این مرز واقعیت دارد. معمولاً روان‌کاوان و روانشناسان عمومی-بالینی-تربیتی به افراد دچار نگاتیو-پازیتیو[-×+] کمک کرده و انواع مشاوره‌های رفع مشکل را ارائه می‌دهند، بعنوان مثال در هنگام مراجعه چنین اشخاصی، روان‌شناس هم در ابتدای ورود شخص و سپس گوش دادن اساسی به حرف‌های او، با خونسردی، القای انرژی مثبت، خودمونی شدن و… فضای اتاق را ریلکسیشن می‌کنند. این فرایند در همه موارد مراجعه‌ها وجود دارد. اما کار اختصاصی که روان‌شناس جهت برطرف کردن مسئله مذکور و آسوده‌خاطر کردن شخص انجام می‌دهد اینست که به وی می‌گوید: با دختری که عاشق او هستی صحبت کن و بگو آیا تمایلی برای مهاجرت با تو دارد؟ مهم‌تر از آن، آیا مطمئن هستی که این یک عشق یک طرفه نیست؟ و او هم به تو حداقل درحد متوسط عشق می‌ورزد!؟(اگرچه این ۲ سؤال جهت دلسرد نشدن شخص معمولاً پرسیده نمی‌شود) به همین ترتیب به‌طور خلاصه روان‌شناس مانند یک پدر دلسوز با فرزندش یا برادری بزرگتر و مهربان مشکل را حل می‌کند یا به حداقل می‌رساند.

## تمایل-تمایل یا مثبت در مثبت
این فرمت تصمیم‌گیری و انتخاب، به دلیل توجه به جوانب گوناگون، که غالباً برآمده یا نشات گرفته از عقل و تعقل و تفکر و تدبر است؛ عموماً بهترین راه و روش وصول به یک زندگی عالی معمولاً ایده‌آل می‌باشد و احتمال شکست خوردن و در نتیجه آن یاس و ناامیدی که حتی موجب تباهی زندگی انسان می‌شود، در تمایل-تمایل یا مثبت در مثبت(به انگلیسی: Positive on Positive) به جوانب احساساتی مانند: علاقه و سلیقه و شوق و ذوق و استعدادها نیز نگاهی می‌شود.
1. ↑  گفت، یاسر (۲۰۲۲-۰۹-۰۹). «دو سو گرایی عاطفی». ان ان پی. بایگانی‌شده از اصلی در ۱۶ ژوئیه ۲۰۲۳. دریافت‌شده در ۲۰۲۳-۰۷-۱۶.